# Konsument Versandhaus
Das »konsument Versandhaus« war ein Versandhandelsunternehmen in der DDR und befand sich in Karl-Marx-Stadt. Neben dem Versandhaus Leipzig war es der zweite Universalversender der DDR. Das Versandhaus Leipzig wurde vom Staatlichen Handel betrieben und fokussierte sich auf die Städte.

## Geschichte
Unter dem Namen Konsum-Versandhandel Karl-Marx-Stadt erschien im Frühjahr 1961 der erste Versandkatalog der Konsumgenossenschaften der DDR. Der Katalog richtete sich insbesondere an die Landbevölkerung. Der Katalog umfasste 1965 1.500 Artikel und wurde später auf 2.000 erweitert. Die Druckauflage betrug etwa 500.000 Exemplare mit mehr als 200 Seiten. Für die Bearbeitung der Bestellungen wurde ein 250 Meter langes Transportband installiert, an dem bis zu 800 Mitarbeiter arbeiteten. Bereits im ersten Jahr des Versandhandels wurden 400.000 Bestellungen ausgeführt, und bald wuchs die Bestelleranzahl auf 800.000 an. Der Umfang einer Bestellung betrug durchschnittlich fünf bis sieben Artikel zu einem damaligen Warenwert von 100 DM, was in den 1960er Jahren etwas 20 Prozent des Monatslohnes entsprach. Das Problem des Versandhandels in der DDR war die unzureichende "Warendecke". 1967 konnten 36 Prozent der Bestellungen nicht ausgeführt werden, weil die Ware fehlte. Auch die Eigenproduktion von Waren des Versandhandels, konnte die Lücke nicht schließen.
Das entsprechende Versandlager wurde bereits ab 1959 in der Kauffahrtei in Karl-Marx-Stadt, einer traditionsreichen Großhandelszentrale der Konsumgenossenschaften, eingerichtet.
1965 wurde das Unternehmen in „konsument – Versandhaus“ umbenannt.
Im August 1976 wurde das Versandhaus eingestellt, weil die durch die Kataloge geweckten Bedürfnisse der Bevölkerung oftmals nicht erfüllt werden konnten. Die offizielle Begründung lautete hingegen, dass die Versorgung der Landbevölkerung mit stationären Verkaufsstellen gesichert und ein Versandhandel nicht länger notwendig sei.